# Contarinia jaapi
Contarinia jaapi är en tvåvingeart som beskrevs av Rubsaamen 1914. Contarinia jaapi ingår i släktet Contarinia och familjen gallmyggor. Inga underarter finns listade i Catalogue of Life.